# سان-شام (آن)
سان-شام (بالفرنسية: Saint-Champ)‏ هي بلدية فرنسية تقع في إقليم الآن في فرنسا. رمز إنسي لها هو:1341. أما الرمز البريدي لها فهو: 1300.